# Monedele euro franceze
Euro (simbol EUR sau €) este moneda comună pentru majoritatea țărilor europene, care fac parte din Uniunea Europeană. Moneda Euro are două fețe diferite, una comună (fața „europeană”, arătând valoarea monedei) și una națională ce conține un desen ales de către statul membru UE în care este emisă moneda. Fiecare stat are unul sau mai multe desene proprii. 
Pentru imagini cu fața comună și descrieri detaliate ale monedelor, vezi Monede euro.
Monedele Euro franceze au pe fața lor națională trei desene diferite pentru fiecare din cele trei serii de valori. Monedele de 1, 2 și 5 cenți au fost desenate de Fabienne Courtiade, desenul pentru monedele de 10, 20 și 50 cenți este realizat de Laurent Jorio, iar cel pentru monedele de 1 și 2 euro a fost făcut de Joaquin Jimenez. Toate desenele conțin cele 12 stele ale UE și anul de emitere, precum și literele „RF” pentru République Française (Republica Franceză). 
| 0,01 €                                                                              | 0,02 € | 0,05 € |
| ----------------------------------------------------------------------------------- | ------ | --- |
|                                                                                     |        | |
| Portretul lui Marianne, simbolul Republicii Franceze                                |        | |
| 0,10 €                                                                              | 0,20 € | 0,50 € |
|                                                                                     |        | |
| Semănătoarea, o temă ce se afla pe fostul franc francez                             |        | |
| 1,00 €                                                                              | 2,00 € | Marginea monedei de 2 €                                                                                                 |
|                                                                                     |        | Pe marginea monedei apare inscripția „2 * *”, repetată de șase ori, orientată alternativ de jos în sus și de sus în jos |
| Un copac stilizat în interiorul unui hexagon, cu mottoul Liberté Egalité Fraternité |        | |